# Natural Boogie
| Recensione | Giudizio |
| ---------- | -------- |
| AllMusic   | [ 1 ]    |

Natural Boogie è il secondo album discografico a nome di Hound Dog Taylor and the HouseRockers, pubblicato dall'etichetta discografica Alligator Records nel settembre del 1974.

## Tracce
Brani composti da Hound Dog Taylor, eccetto dove indicato.
Lato A
1. Take Five – 2:40
2. Hawaiian Boogie – 2:38 (Elmore James, Joe Josea)
3. See Me in the Evening – 5:04
4. You Can't Sit Down – 3:20 (Cornell Muldrow, Dee Clark, Phil Upchurch)
5. Sitting at Home Alone – 4:07
6. One More Time – 2:27 (Brewer Phillips)

Il brano Take Five, attribuito nell'album a Hound Dog Taylor, nella versione uscita come singolo (1960) dalla Bea & Baby Records (112-B), il brano è accreditato a Narvel Eatmont.
Lato B
Brani composti da Hound Dog Taylor, eccetto dove indicato.
1. Roll Your Moneymaker – 4:00
2. Buster's Boogie – 3:12
3. Sadie – 6:10
4. Talk to My Baby – 3:18 (Elmore James)
5. Goodnight Boogie – 3:22

## Formazione
- Hound Dog Taylor - chitarra solista, voce
- Brewer Phillips - seconda chitarra
- Ted Harvey - batteria

Note aggiuntive
- Hound Dog Taylor e Bruce Iglauer - produttori
- Registrazioni effettuate nel settembre o il 5 ottobre 1973[3] al Sound Studios di Chicago, Illinois
- Stu Black - ingegnere delle registrazioni
- Bob Keeling - fotografie copertina album
- Michael Trossman - design copertina e logo album
- Ringraziamenti a: Wesley Race, Jan Loveland e Mark Guncheon
- Ringraziamenti speciali a: Bob Koester (della Delmark Records)[4]